# Antoni Carreras Quiroga
Antoni Carreras Quiroga (Palma, 28 de juny de 1933) va ser un ciclista balear que va ser professional entre 1959 i 1963. Durant la seva carrera esportiva va combinar tant la carretera com la pista.

## Palmarès en pista
- 1957
  -  Campió d'Espanya amateur de Velocitat[1]
- 1959
  -  Campió d'Espanya de Persecució[3]
- 1960
  -  Campió d'Espanya de Persecució[3]

## Palmarès en ruta
- 1958
  -  Campió d'Espanya per regions (amb Joan Vicens i Miquel Martorell)
- 1959
  - Vencedor d'una etapa de la Volta a Andalusia
- 1963
  - 2n a la Volta a Andalusia[1]

### Resultats a la Volta a Espanya
Va córrer en tres ocasions la Volta a Espanya.
- 1960. Abandona
- 1961. Abandona
- 1963. 37è de la classificació general